# Ozola biangulifera
Ozola biangulifera là một loài bướm đêm trong họ Geometridae.